# کای یانشیونگ
کای یانشیونگ (انگلیسی: Cai Yanxiong; ۲۶ اوت ۱۹۱۵ – ۲۹ ژوئن ۲۰۰۷ (۹۱ سال)) بازیکن بسکتبال اهل چین بود. وی در بازی‌های المپیک تابستانی ۱۹۳۶ شرکت کرده‌است.